# Chinesische Sprichwörter

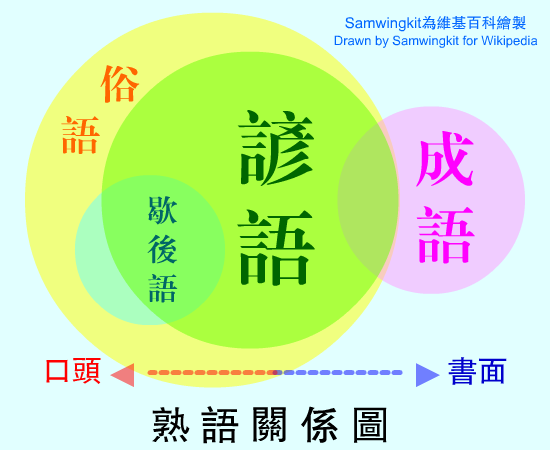
Beziehungen der Redensarten – 熟語關係圖
Links: Suyu – 俗語
Mitte: Yanyu – 諺語
Unten links: Xiehouyu – 歇後語
Rechts:: Chengyu – 成語
← Roter Pfeil: mündlich – 口頭
Blauer Pfeil →: schriftlich – 書面

Die chinesischen Sprichwörter spiegeln das traditionelle Leben wider und bilden die Quintessenz der Lebenserfahrung des chinesischen Volkes.
Bei den sprichwörtlichen Redensarten (chinesisch 熟語 / 熟语, Pinyin shúyǔ – „vertrautes Sprichwort, idiomatische Wendung, Idiom“) werden im Allgemeinen Chengyu (成語 / 成语), also Redewendungen in festgelegter Form meist aus vier Zeichen bestehend, und Yanyu (諺語 / 谚语), die eigentlichen Sprichwörter, unterschieden. Daneben gibt es Sonderformen der chinesischen Sprichwortkultur wie das Xiehouyu, ein angedeutetes Sprichwort oder Sprichwortellipse genannt. Bei dieser rhetorische Figur wird allgemein der hintere Teil des gesamten Sprichwortes weggelassen werden und nur der vordere Teil des Sprichworts genannt. Schließlich bilden Nongyan, also bäuerliche Weisheiten des Alltags, eine eigenständige Kategorie der Sprichwörter in der chinesischen Sprache. Die Grenzen der Kategorien überschneiden sich gelegentlich und sind auch nicht immer klar abgrenzbar.

## Bedeutung
China ist bekannt für seine Sprichwortkultur (成語文化 / 成语文化,  chéngyǔ wénhuà). Sich in Anlehnung an ein klassisches Werk angemessen auszudrücken, zeugt von Bildung. In der klassischen Rhetorik galten Zitate bekannter Persönlichkeiten als wichtigstes Stilmittel. Das häufige Zitieren von Spruchweisheiten zeugt auch heute noch von gutem Stil.
Eine chinesische Germanistikstudentin berichtet von dem unterschiedlichen Stellenwert, den Sprichwörter in Deutschland und China einnehmen:
„Wir mussten während unseres Germanistikstudiums viele deutsche Sprichwörter lernen, da man bei uns glaubt, Sprichwörter im Deutschen sind genau so wichtig, wie diese Sprüche oder Cheng-yu in China. Doch dann kam eine deutsche Lektorin an unsere Hochschule. Wir mussten bei ihr Interpretationen deutscher Literatur schreiben. Und da waren wir völlig verwirrt, als sie nach Rückgabe der ersten Interpretationen uns mitteilte, es sei in Deutschland nicht üblich, wissenschaftliche Arbeiten mit Sprichwörtern zu schmücken.“
Dieser Umstand ist darauf zurückzuführen, dass in Deutschland die Eigenleistung durch die Interpretation mit eigenen Worten im Mittelpunkt steht und in der westlichen Kultur und Sprachgewohnheit etwas individuell und direkt ausgedrückt werden soll. Hingegen wird in China traditionell als Bestätigung zum Verständnis und zur Leistung mehr Wert auf das korrekte Wiedergeben und Zitieren von anderen gelegt, welches zusätzlich auch als Würdigung verstanden werden kann. Dies spiegelt sowohl sprachlich als auch kulturell den Unterschied im Denken und Handeln beider Kulturen, verwurzelt in der bildlichen Schrift, und verdeutlicht die Gewohnheit in der chinesischen Sprache, Dinge poetisch bildhaft auszudrücken. Diese Tatsache gründet historisch im Konfuzianismus und sprachlich verstärkt durch die lange Tradition der klassischen Rhetorik in der chinesischen Kultur, wo das Lernen von anderen und deren Würdigung als tugendhaft, indirekte Ausdrucksweise und Verhalten in der chinesischen Gesellschaft als gebildet, zivilisiert und höflich gilt.

## Chengyu
Am bekanntesten sind die Chengyu (成語 / 成语,  chéngyǔ, Jyutping sing4jyu5 – „zum Sprichwort werden“; veraltete Transkription nach Lessing-Othmer: Tschëngyü; Stange: Tsch’engyü; Unger: ch’engyüh; Ad-hoc-Umschrift: Tschengju), viergliedrige Redewendungen, die oft einen literarischen Hintergrund haben. Chengyu sind Verkürzungen längerer Äußerungen. Oft sind die Hintergrundgeschichten in Vergessenheit geraten, während die Redewendung geblieben ist. In seltenen Fällen weicht manche Chéngyǔ von der Norm ab und sind drei- oder fünfgliedrig, d. h., sie haben drei oder fünf Schriftzeichen pro Glied (siehe 百聞不如一見 / 百闻不如一见,  Bǎiwén bùrú yíjiàn).

### Beispiele für Chengyu
愛屋及烏。 / 爱屋及乌。
Àiwū-jíwū.
(~ Liebe für jemanden schließt auch den Raben auf seinem Hausdach ein. ~ Wer jemanden liebt, liebt alles an ihm. ~ Wer mich liebt, liebt auch meinen Hund. ~ Einen Menschen mit Haut und Haaren lieben.)
塞翁失馬，焉知非福。 / 塞翁失马，焉知非福。
Sàiwēng-shīmǎ, yānzhī-fēifú.
(~ War es denn nicht ein Glück, dass dem Alten an der Grenze sein Pferd davonlief? ~ Ein heutiges Unglück muss nicht zwangsläufig auch in Zukunft ein Unglück bedeuten.)
百聞不如一見。 / 百闻不如一见。
Bǎiwén bùrú yíjiàn.
(~ Einmal sehen ist besser als hundertmal hören. ~ Ein Bild sagt mehr als tausend Worte.)
不登高山，不顯平地。 / 不登高山，不显平地。
Bùdēng-gāoshān, bùxiǎn-píngdì.
(~ Wer die hohen Berge nicht besteigt, erkennt die Ebene nicht. / Erst wenn man die hohen Berge besteigt, werden die Ebene ersichtlich. ~ Erst von einer großen Anhöhe aus kann man das Niedrige beurteilen.)
君子一言，駟馬難追。 / 君子一言，驷马难追。
Jūnzǐ-yìyán, sìmǎ-nánzhuī.
(~ Das Wort eines Edelmannes kann selbst ein Vierergespann schwer einholen. ~ Ein Mann, ein Wort.)
謀事在人，成事在天。 / 谋事在人，成事在天。
Móushì-zàirén, chéngshì-zàitiān.
(~ Dinge zu planen liegt beim Menschen. Dinge erfolgreich zu beenden liegt beim Himmel. ~ Der Mensch denkt, Gott lenkt.)
入境問俗。 / 入境问俗。
Rùjìng-wènsú.
(~ Kommt man in ein fremdes Land, fragt man nach seinen Sitten. ~ Andere Länder, andere Sitten; Wenn in Rom, wie die Römer tun – Hl. Ambrosius)
入國問禁, 入鄉隨俗。 / 入国问禁, 入乡随俗。
Rùguó-wènjìn, rùxiāng-suísú.
(~ Kommt man in ein fremdes Land, fragt man nach seinen Verboten, kommt man in ein fremdes Dorf (Gemeinde), richtet man sich (folgt man) nach dessen Sitten und Gebräuchen. ~ Andere Länder, andere Sitten; Andere Familien, andere Gewohnheiten; Wenn in Rom, wie die Römer tun; latein: Si fueris Romae, Romano vivito more; si fueris alibi, vivito sicut ibi – Hl. Ambrosius)

## Yanyu
Yanyu (諺語 / 谚语,  yànyǔ, Jyutping jin6jyu5 – „Redewendung des Volkes“) sind Spruchweisheiten, die zum Volksgut geworden sind. Mit ihren direkten Aussagen werden sie – anders als die hochstilisierten Chengyu, die einen bestimmten Bildungsgrad voraussetzen – auch vom einfachen Volk verstanden.
百世修來同船渡，千載修得共枕眠。 / 百世修来同船渡，千载修得共枕眠。
Bǎi shì xiū lái tóngchuán dù, qiānzǎi xiū de gòng zhěn mián.
(~ Es dauert hundert Wiedergeburten, bis zwei Personen im gleichen Boot übersetzen; es dauert tausend Generationen, bis zwei dasselbe Kopfkissen teilen.)
冰封三尺，絕非一日之寒。 / 冰封三尺，绝非一日之寒。
Bīng fēng sān chǐ, jué fēi yí rì zhī hán.
(~ Eine Vereisung von drei Fuß ist gewiss nicht das Ergebnis der Kälte eines Tages. ~ Gut Ding will Weile haben. Allerdings hat dieses Sprichwort in China eine negative Bedeutung und wird eher mit „Schlechte Zustände deuten auf lange Vernachlässigung hin“ übersetzt)
家家都有一本難念的經。 / 家家都有一本难念的经。
Jiājiā dōu yǒu yìběn nán niànde jīng.
(~ Jede Familie hat einen Band ihrer Geschichte, aus dem schwer zu erzählen ist; Jede Familie hat ihre eigenen inneren Zwänge – Es bedeutet, dass ein Außenstehender ohne Einsicht Schwierigkeiten und interne Gründe einer Gemeinschaft nicht erkennt und nicht nachvollziehen kann.)
路遥知馬力，日久見人心。 / 路遥知马力，日久见人心。
Lùyáo zhī mǎ lì, rìjiǔ jiàn rén xīn.
(~ Ist der Weg lang, erkennt man die Stärke eines Pferdes; sind viele Tage verstrichen, sieht man den Charakter eines Menschen.)
人要面，樹要皮。 / 人要面，树要皮。
Rén yào miàn, shù yào pí.
(~ Menschen brauchen ein Gesicht, Bäume brauchen eine Rinde; Das eigene Gesicht wahren ist nachvollziehbar.)
水能载舟亦能覆舟。 / 水能载舟亦能覆舟。
Shuǐ néng zài zhōu yì néng fù zhōu.
(~ Wasser kann das Boot tragen und kann das Boot versenken.)
天下烏鴉一般黑。 / 天下乌鸦一般黑。
Tiānxià wūyā yìbān hēi.
(~ Alle Raben unter dem Himmel sind allgemein schwarz.)
玉不琢不成器。
Yù bù zhuó bù chéng qì.
(~ Jade, die nicht bearbeitet wird, wird nicht zu einem Gefäß; Früh krümmt sich, was ein Häkchen werden will.)
知子莫若父。
Zhī zǐ mò ruò fù.
(~ Niemand kennt den Sohn so gut wie der Vater.)
人怕出名豬怕壯。 / 人怕出名猪怕壮。
Rén pà chū míng, zhū pà zhuàng.
(~ Ein Mensch fürchtet sich davor, berühmt zu werden, ein Schwein davor, fett zu werden.)

## Nongyan
Eine selbstständige Gruppe bilden die Bauernsprichwörter Nongyan (農諺 / 农谚,  nóngyán, Jyutping nung4jin6 – „Redewendung der Bauern, bäuerliche Alltagsweisheit, Bauernweisheit“). Hierbei geht es um Vorzeichen, die mit der Landwirtschaft zu tun haben, und um Sprichwörter, die den Zeitpunkt von Aussaat und Ernte betreffen. Sie entsprechen im deutschsprachigen Raum am ehesten den Bauernregeln.
春爭日，夏爭時。 / 春争日，夏争时。
Chūn zhēng rì, xià zhēng shí.
~ Im Frühling zählt jeder Tag, im Sommer jede Stunde.
春雨貴如油。 / 春雨贵如油。
Chūnyǔ guì rú yóu.
~ Frühlingsregen ist so kostbar wie Öl.

## Xiehouyu
Ein besonderer Typ sind die angedeutete Sprichwörter Xiehouyu (歇後語 / 歇后语,  xiēhòuyǔ, Jyutping hit3hau6jyu5 – „Sprichwort, das vor dem hinteren Teil pausiert, Ausdrücke mit unausgesprochenem Schluss“).
Xiehouyu stellen eine spezielle Form der chinesischen Redensarten dar. Sie sind vornehmlich in der gesprochenen Sprache anzutreffen. Es handelt sich dabei um zweigliedrige Phraseme, die in der Regel aus einem bildhaften A-Teil und einem idiomatischen B-Teil – der manchmal unausgesprochen bleibt – bestehen. Die Bilder aus dem A-Teil beschreiben vor allem Dinge aus dem chinesischen Alltag, aber auch historische Personen und Begebenheiten. Die Idiome aus dem B-Teil fallen in den Bereich der chinesischen Umgangssprache.
八哥〔兒〕的嘴巴——隨人說。 / 八哥〔儿〕的嘴巴——随人说。
Bāgē(r) de zuǐba——suí rén shuō.
~ Schnabel eines Haubenmainas (Haubenstars) —— spricht nach, was andere sagen; jmdm. immer zustimmen; das sagen, was der andere hören möchte; jmdm. nach dem Mund reden, ein Wendehals sein, keine eigene Meinung und Standpunkt haben
八仙過海——各顯其能。 / 八仙过海——各显其能。
Bāxiān guò hǎi——gè xiǎn qí néng.
~ Die Acht Genien überqueren das Meer —— jeder zeigt, was er kann; jeder gibt sein Bestes; jeder tut, was er [am besten] kann.
Die Acht Genien – auch „Acht Unsterbliche“ (八仙,  bāxiān – „acht daoistische Unsterbliche“) genannt – sind Teil der taoistischen Mythologie. Die Legende besagt, dass jeder von ihnen ein besonderes Requisit besaß. Diese Zauberwaffen kamen u. a. dann zum Einsatz, wenn die Genien das Meer überqueren wollten, um zum Geburtstag der Königlichen Mutter des Westens (西王母,  xīwángmǔ) ins Paradies des Westens (西天,  xītiān) zu gelangen: Jeder machte sich seine übernatürlichen Fähigkeiten zunutze und stellte sein besonderes Können zur Schau.
狗咬耗子——多管閒事。 / 狗咬耗子——多管闲事。
Gǒu yǎo hàozi——duō guǎn xiánshì.
~ Ein Hund schnappt nach Mäusen —— kümmert sich um Dinge, die ihn nichts angehen (Mäusefangen ist bekanntlich Katzensache), die Nase in anderer Leute Angelegenheiten stecken
泥菩薩過江——自身難保。 / 泥菩萨过江——自身难保。
Ní púsà guòjiāng——zìshēn–nánbǎo.
~ Der Lehm-Buddha überquert den Fluss —— sich selbst nicht schützen können (geschweige denn andere)
Aus Lehm geformte oder aus Holz geschnitzte Buddhafiguren werden als Talisman angesehen. Würde eine solche Figur aus ungebranntem Ton einen Fluss überqueren und somit für längere Zeit dem Wasser ausgesetzt sein, löste sie sich bald auf. Solch ein Lehm-Buddha, der sich selbst (zìshēn) kaum erhalten (nán bǎo) kann, dürfte auch nur schwerlich als Talisman anderen eine Hilfe sein. Bei Schwierigkeiten tröstet man sich mit dieser Wendung; oder aber man verwendet sie, indem man sich mit dem Lehm-Buddha vergleicht, als Ausrede, mit der man einen Hilfesuchenden höflich abzuwimmelt.
肉包子打狗——有去無回。 / 肉包子打狗——有去无回。
Ròubāozi dǎ gǒu——yǒu qù wú huí.
~ Mit einem Fleischpastetchen nach einem Hund werfen —— das siehst du nicht wieder! Etw. abschreiben/abhaken können; mit der „Never-Come-Back-Airline“ fliegen
Ròubāozi sind gedämpfte Teigtaschen mit einer Fleischfüllung; ein Leckerbissen, den sich kein Hund entgehen lässt. Spöttische Bemerkung über Leute, die ihre Schulden nicht zurückzahlen.
紙老虎——嚇不住人。 / 纸老虎——吓不住人。
Zhǐlǎohǔ——xià buzhù rén.
~ Papiertiger —— kann keinen erschrecken
被子裡放屁——能文能武。 / 被子里放屁——能文能武。
Bèi zi lǐ fàng pì——néng wén néng wǔ.
~ Unter der Decke furzen —— gewandt in Worten und Waffen
„能文能武“ (néngwén-néngwǔ) ist ein Lobesausdruck für eine vielseitig gebildete Person, die mit dem Stift, aber auch mit Waffen gut umgehen kann, also eine Person, die sowohl in geistig „zivilen“ als auch physisch „martialischen“ Künsten zuhause ist. Der Humor und Zusammenhang zum ersten Teil ergibt sich aus der Doppeldeutigkeit: Das gleichklingende „能聞能捂/能闻能捂“ (néngwén-néngwǔ) bedeutet „obwohl zugedeckt, kann gerochen werden“.

## Sprichwortsammlungen
- Patrick Doan: Calembours et subjections de la langue chinoise. Xiēhòuyǔ xuǎnjí. Paris 2003 (französisch).
- Hong Hu. Chinesische Redewendungen leicht gemacht (汉语熟语学习书册). Chinabooks, 2011. ISBN 978-3-905816-35-8.
- Li Lanqin und Wang Xin: Geschichten von chinesischen Sprichwörtern (中国成语故事). China Book Trading, 2009. 236 Seiten. ISBN 978-7-119-06018-7.
- Erh-li Pao, Ying Cheng: Wörterbuch der chinesischen Redensarten: chinesisch-deutsch; Tetragramme des modernen Chinesisch. Berlin 1982.
- John S. Rohsenow: Chinese-English Dictionary of Enigmatic Folk Similes (Xiēhòuyǔ). Tucson 1991 (englisch).
- Elke Spielmanns-Rome und Wolfgang Kubin (Hrsg.): Wörterbuch der chinesischen Sagwörter (Xiehouyu). Nach einem Manuskript von Barbara Chang. Hamburg: Buske, 2009. 623 Seiten. ISBN 978-3-87548-548-6.
- Chia-chun Sun: As the saying goes: an annotated anthology of Chinese and equivalent English sayings and expressions, and an introduction to Xiēhòuyǔ (Chinese wit). New York 1981 (englisch).
- Xu, Zhenmin (许震民) u. a.: Chinesisch-Deutsches Lexikon der sprichwörtlichen Redensarten (汉德成语词典). Peking: Commercial Press, 1981. 343 Seiten. ISBN 978-7-100-00098-7.
- Xu, Zhenmin (许震民): Das idiomatische Lexikon Chinesisch-Deutsch (汉德熟语词典). Peking: China International Book Trading Corporation, 2010. Deutsch-chinesisch, 1.026 Seiten. ISBN 978-3-905816-38-9.

## Anmerkung
1. ↑  Der Begriff Suyu (chinesisch 俗語 / 俗语, Pinyin súyǔ, Jyutping zuk6jyu5 – „gewohnte Redensart, gebräuchliches Sprichwort“) bedeutet etwa Denkspruch oder Sinnspruch.